# 136ª Squadriglia
La 136ª Squadriglia era un reparto del Regio Esercito.

## Storia

### Prima guerra mondiale
La 136ª Squadriglia Pomilio nasce il 1º febbraio 1918 al Centro Formazione Squadriglie di Riva di Chieri andando il 2 aprile all'Aeroporto di Brescia-Ghedi ricevendo poi 10 Pomilio PE al comando interinale del Tenente Antonio Zecchini che oltre al comandante Ten. Salvatore Scarantino dispone di altri 10 piloti.
Il 25 aprile il reparto va a Castenedolo (poi Aeroporto di Brescia-Montichiari) nel IX Gruppo (poi 9º Gruppo Caccia), in maggio arrivano 2 osservatori ed in giugno altri 3 per 7 PE.
Il 1º luglio dispone di 7 Pomilio ed il 18 luglio entra nel XX Gruppo (poi 20º Gruppo) a Ponte San Marco per il XIV e XXV Corpi d'Armata della 7ª Armata ed il 1º agosto il comando passa al Capitano Mario Lanciani.
Dopo molti incidenti aerei il 26 agosto avviene un intervento di un ingegnere con una squadra della Fiat sui carburatori dei propulsori Fiat A.12 ed arriva una Sezione SAML.
Il 5 settembre ricominciano i voli dei Pomilio con 8 piloti, 8 osservatori e 7 allievi osservatori.
Il 25 ottobre l'unità va al Campo di aviazione di San Pietro in Gu per la 6ª Armata (Regio Esercito) per la Battaglia di Vittorio Veneto ed il 28 ottobre un Pomilio precipita vicino a Meolo durante un bombardamento.
Al 4 novembre disponeva di 8 piloti, 2 osservatori e 3 allievi osservatori per 11 PE.
In tutto ha svolto 137 voli di guerra, dei quali 65 ricognizioni fotografiche e 2 a vista, 20 direzioni di tiro, 19 bombardamenti perdendo 5 velivoli in voli di guerra e 23 per problemi al motore.
L'11 novembre torna a Castenedolo ricevendo nel gennaio 1919 la 112ª Squadriglia venendo sciolta nel mese di marzo dopo aver lasciato i Pomilio al deposito di Rubiera per rinascere come 51ª Squadriglia Ansaldo S.V.A..

### Il dopoguerra
L'8 gennaio 1938 la 136ª Squadriglia O.A. rinasce all'Aeroporto di Brescia-Ghedi sugli IMAM Ro.37 della Regia Aeronautica per andare poi nello stesso anno come squadriglia autonoma a Castel Benito (Aeroporto di Tripoli) nella Libia italiana.

### Seconda guerra mondiale
Al 10 giugno 1940 la 136ª Squadriglia Osservazione Aerea del 64º Gruppo Osservazione Aerea era su 3 Ro.37 bis all'Aeroporto di Tripoli per l'Aeronautica della Libia - Ovest operando anche come 136ª Squadriglia Ricognizione della 5ª Armata (Regio Esercito) per l'Aviazione Ausiliaria per l'Esercito da Mellaha (poi Aeroporto militare di Mitiga).
Dopo il bombardamento inglese dell'11 giugno alla 127ª Squadriglia (73º Gruppo O.A.) di El-Adem che rende non operativi 3 Ro.37 si sposta al T.5 dell'Aeroporto di Tobruch.
All'inizio del mese di settembre, nell'ambito dell'operazione contro Sidi Barrani per l'Invasione italiana dell'Egitto, va all'Aeroporto militare di Gambut: anche i Ro.37 scendono a mitragliare e spezzonare.
Il 30 marzo 1941 è nel LXI Gruppo dell'aeroporto di Milano-Bresso nel rinato 21º Stormo sui Caproni Ca.311.
L'esordio bellico del Caproni Ca.313 avvenne con il 64º Gruppo Osservazione Aerea  (122ª Squadriglia e 136ª Squadriglia) che ricevette i primi esemplari sull'aeroporto di Milano-Bresso, partendo nel settembre 1942 per il fronte nordafricano. Il rischieramento delle due squadriglie del gruppo sull'aeroporto libico di Castelbenito (Aeroporto di Tripoli) fu completato il 13 novembre, e la settimana successiva il gruppo si trasferì sul campo d'aviazione di Zuara. La situazione per le forze italiane in Africa Settentrionale Italiana era oramai senza speranza, e il gruppo fu fatto rientrare in Italia alla metà del gennaio 1943.
Ai primi di settembre 1943 era all'Aeroporto di Tolone-Hyères con 5 CA 313 nel 64º Gruppo del 19º Stormo da Osservazione Aerea nell'ambito dell'Occupazione italiana della Francia meridionale.